# Geely Jiaji
La Geely Jiaji (in cinese: 吉利嘉 际) è un'autovettura prodotta dalla casa automobilistica cinese Geely dal 2019.

## Descrizione
Primo monovolume dell'azienda cinese, è stato anticipato dalla concept car denominato "VF11" che è stata prenotata al Salone di Shanghai 2017. L'anno successivo sono state diffuse le prime immagini della versione definitiva per la produzione in serie.
La Jiaji è stato ufficialmente messa in vendita l'11 marzo 2019.
Basata sulla piattaforma CV sviluppata da Geely, al è disponibile con un motore benzina a quattro cilindri in linea da 1,5 litri (in due versioni sia solo endotermico che abbinato ad sistema ibrido plug-in) oppure ad un propulsore turbo endotermico da 1,8 litri. La versione ibrida produce 190 CV e 300 Nm e scarica la potenza sulle ruote anteriori tramite un cambio automatico a doppia frizione (DCT) a 7 marce.
La Jiaji è dotata di un sistema di guida autonoma di livello L2.